# Tris
Tris je triviální název organické látky tris(hydroxymethyl)aminomethanu (farmaceutický název je trometamol). Běžně se používá v molekulární biologii jako pufr. Hlavní použití je pro práci s DNA, kde je komponentou pufrů TAE a TBE využívaných pro agarózovou elektroforézu a TE pufru pro uchovávání DNA. Dále je součást řady roztoků pro přípravu elektroforézy SDS-PAGE, která slouží k analýze proteinů.